# Nathan Adrian
Nathan Ghar-Jun Adrian (Bremerton, 7 de diciembre de 1988) es un deportista estadounidense que compite en natación, especialista en el estilo libre; cinco veces campeón olímpico y diez veces campeón mundial.

## Trayectoria
Participó en tres Juegos Olímpicos de Verano, obteniendo en total ocho medallas: oro en Pekín 2008, en 4 × 100 m libre, tres en Londres 2012, oro en 100 m libre y 4 × 100 m estilos y plata en 4 × 100 m libre, y cuatro en Río de Janeiro 2016, oro en 4 × 100 m libre y 4 × 100 m estilos, y bronce en 50 m libre y 100 m libre.
Ganó catorce medallas en el Campeonato Mundial de Natación entre los años 2009 y 2019, tres medallas en el Campeonato Mundial de Natación en Piscina Corta de 2008 y nueve medallas en el Campeonato Pan-Pacífico de Natación entre los años 2010 y 2018.
En agosto de 2008 estableció una nueva plusmarca mundial con el relevo 4 × 100 m libre (3:12,23). En el Mundial de 2017 estableció un nuevo récord mundial como parte del relevo 4 × 100 m libre mixto (3:19,60).
En enero de 2019 le fue diagnosticado cáncer de testículo, por lo que tuvo que ser operado en dos ocasiones. Después, compitió en el Mundial de 2019, obteniendo dos medallas en los relevos. Sin embargo, no pudo clasificarse para los Juegos de Tokio 2020.
Es hijo de madre de Hong Kong y padre del estado de Indiana. Estudió el grado de Salud Pública en la Universidad de California en Berkeley.
En 2025 participó en el reality show de Fox Special Forces: World's Toughest Test.

## Palmarés internacional
| Juegos Olímpicos                    | Juegos Olímpicos         | Juegos Olímpicos  | Juegos Olímpicos      |
| Año                                 | Lugar                    | Medalla           | Prueba                |
| ----------------------------------- | ------------------------ | ----------------- | --------------------- |
| 2008                                | Pekín (China)            | Medalla de oro    | 4 × 100 m libre       |
| 2012                                | Londres (Reino Unido)    | Medalla de oro    | 100 m libre           |
| 2012                                | Londres (Reino Unido)    | Medalla de oro    | 4 × 100 m estilos     |
| 2012                                | Londres (Reino Unido)    | Medalla de plata  | 4 × 100 m libre       |
| 2016                                | Río de Janeiro (Brasil)  | Medalla de oro    | 4 × 100 m libre       |
| 2016                                | Río de Janeiro (Brasil)  | Medalla de oro    | 4 × 100 m estilos     |
| 2016                                | Río de Janeiro (Brasil)  | Medalla de bronce | 50 m libre            |
| 2016                                | Río de Janeiro (Brasil)  | Medalla de bronce | 100 m libre           |
| Campeonato Mundial                  |                          |                   |                       |
| Año                                 | Lugar                    | Medalla           | Prueba                |
| 2009                                | Roma (Italia)            | Medalla de oro    | 4 × 100 m libre       |
| 2011                                | Shanghái (China)         | Medalla de oro    | 4 × 100 m estilos     |
| 2011                                | Shanghái (China)         | Medalla de bronce | 4 × 100 m libre       |
| 2013                                | Barcelona (España)       | Medalla de plata  | 4 × 100 m libre       |
| 2013                                | Barcelona (España)       | Medalla de bronce | 100 m libre           |
| 2015                                | Kazán (Rusia)            | Medalla de oro    | 4 × 100 m estilos     |
| 2015                                | Kazán (Rusia)            | Medalla de oro    | 4 × 100 m libre mixto |
| 2015                                | Kazán (Rusia)            | Medalla de plata  | 50 m libre            |
| 2017                                | Budapest (Hungría)       | Medalla de oro    | 4 × 100 m libre       |
| 2017                                | Budapest (Hungría)       | Medalla de oro    | 4 × 100 m estilos     |
| 2017                                | Budapest (Hungría)       | Medalla de oro    | 4 × 100 m libre mixto |
| 2017                                | Budapest (Hungría)       | Medalla de plata  | 100 m libre           |
| 2019                                | Gwangju (Corea del Sur)  | Medalla de oro    | 4 × 100 m libre       |
| 2019                                | Gwangju (Corea del Sur)  | Medalla de plata  | 4 × 100 m estilos     |
| Campeonato Mundial en Piscina Corta |                          |                   |                       |
| Año                                 | Lugar                    | Medalla           | Prueba                |
| 2008                                | Mánchester (Reino Unido) | Medalla de oro    | 100 m libre           |
| 2008                                | Mánchester (Reino Unido) | Medalla de oro    | 4 × 100 m libre       |
| 2008                                | Mánchester (Reino Unido) | Medalla de plata  | 4 × 100 m estilos     |
| Campeonato Pan-Pacífico             |                          |                   |                       |
| Año                                 | Lugar                    | Medalla           | Prueba                |
| 2010                                | Irvine (Estados Unidos)  | Medalla de oro    | 50 m libre            |
| 2010                                | Irvine (Estados Unidos)  | Medalla de oro    | 100 m libre           |
| 2010                                | Irvine (Estados Unidos)  | Medalla de oro    | 4 × 100 m libre       |
| 2010                                | Irvine (Estados Unidos)  | Medalla de oro    | 4 × 100 m estilos     |
| 2014                                | Gold Coast (Australia)   | Medalla de oro    | 4 × 100 m estilos     |
| 2014                                | Gold Coast (Australia)   | Medalla de plata  | 100 m libre           |
| 2014                                | Gold Coast (Australia)   | Medalla de plata  | 4 × 100 m libre       |
| 2014                                | Gold Coast (Australia)   | Medalla de bronce | 50 m libre            |
| 2018                                | Tokio (Japón)            | Medalla de oro    | 4 × 100 m estilos     |